# Otto von Dycke
Otto Friedrich Magnus von Dycke (* 15. Oktober 1791 in Stralsund; † 3. November 1858) war ein deutscher Gutsbesitzer auf Rügen, preußischer Beamter und Mitglied des Provinziallandtags der Provinz Pommern.

## Leben
Otto von Dycke war der uneheliche Sohn des in schwedischen Diensten stehenden Offiziers Moritz von Dycke und der Maria Christina Holmgreen, einer Gärtnerstochter aus Schonen. Der Vater schrieb darüber in seinen „Lebenserinnerungen“: „Da ich nun gleichfalls einen Erben wünschte, so blieb mir nur ein nicht ganz gewöhniglicher Ausweg übrig, nämlich eine Person aufzusuchen, die sich dazu hergeben wollte, daß ich mit ihr außer der Ehe dergleichen erzeugte und ich fand eine solche von untadelhaften Eigenschaften..“ Zwei Wochen nach seiner Geburt wurde Otto von Dycke nach Losentitz auf Rügen gebracht, wo er bei seiner Tante Magdalena Dieck aufwuchs. Der schwedische Regent Herzog Karl legitimierte ihn. Vom vierten Lebensjahr an wurde er von Hauslehrern unterrichtet, zuletzt von Gottlieb Mohnike. Er ging zunächst an die Universität Göttingen, um Rechtswissenschaften zu studieren. Später studierte er in Heidelberg, Lausanne und Greifswald.
Nach dem Übergang Schwedisch-Pommerns an Preußen trat er in den Staatsdienst. Er wurde Referendar, später Assessor und schließlich Regierungsrat bei der Regierung in Stettin. Er gehörte ab 1841 dem Provinziallandtag von Pommern  als Abgeordneter der Ritterschaft des Kreises Rügen an. 1847 war er Mitglied des Vereinigten Landtags.
Mit seiner Frau Mathilde, geb. Picht, hatte er eine Tochter und einen Sohn:
- Marie Johanne von Dycke (1829–1914) ⚭ (1) Friedrich von der Lancken-Wakenitz (1824–1866) ⚭ (2) Ernst von Keffenbrinck-Griebenow
- Albert Wilhelm von Dycke (1831–1874)